# Doenrade
Doenrade (Limburgs: Doonder) is een dorp met ongeveer 1.070 inwoners dat deel is van de gemeente Beekdaelen. Voor 1982 maakte Doenrade deel uit van de voormalige gemeente Oirsbeek, waarna het tot 2018 onderdeel was van de gemeente Schinnen, welke op 1 januari 2019 opging in de gemeente Beekdaelen. De naam Doenrade werd vroeger ook wel als Doenraedt geschreven. Het Plateau van Doenrade heeft zijn hoogste punt op 112 meter NAP.
Ten zuiden van Doenrade ligt de buurtschap Klein-Doenrade.

## Geschiedenis
De kern van Doenrade is ontstaan langs de oude handelsweg vanuit Duitsland via het plateau richting Maastricht. De oudst bekende naam van Doenrade luidt Dudenrode, een naam die voorkomt in een akte uit 1170. Het gebied was waarschijnlijk al langer bewoond. Er zijn scherven gevonden die uit de Frankische tijd stammen.

## Bezienswaardigheden

### Kasteel
Het meest opmerkelijke gebouw van Doenrade is kasteel Doenrade dat ten zuiden van het dorp ligt. Dit kasteel stamt uit de 16e eeuw, maar is in de 18e eeuw sterk gewijzigd. Het is tegenwoordig in gebruik als hotel-restaurant. Hiervoor heeft het kasteel van 1959 tot 1969 dienst gedaan als onderkomen voor het Zuid Nederlands Instituut voor Gemeentepolitie-opleiding.

### Kerk
De Sint-Jozefkerk van Doenrade werd in 1871-1872 gebouwd naar een ontwerp van A.C. Bolsius. In 1725 werd Doenrade officieel door het bisdom Roermond bij de parochie Oirsbeek ingedeeld. Als herinnering en aandenken werd toen op de plek van het huidige gemeenschapshuis een groot kruisbeeld met een nis geplaatst. In die nis stond een beeldje (Anna te Drieën) dat nu in de parochiekerk boven de deur naar het oksaal staat. Ook was het de plek waar de scheiding lag van parochianen die in Oirsbeek naar de kerk gingen en de parochianen die in Hillensberg de kerk bezochten. Verder heeft ook een familie Dobbelsteijn op deze plek gewoond.

### Andere gebouwen
De belangrijkste historische boerderijen zijn: Kerkstraat 87 (1811) en Kerkstraat 89 (1777).
In Doenrade staan ook de Verrezen-Christuskapel en de Kruiskapel.
Zie ook
- Lijst van rijksmonumenten in Doenrade
- Lijst van gemeentelijke monumenten in Doenrade

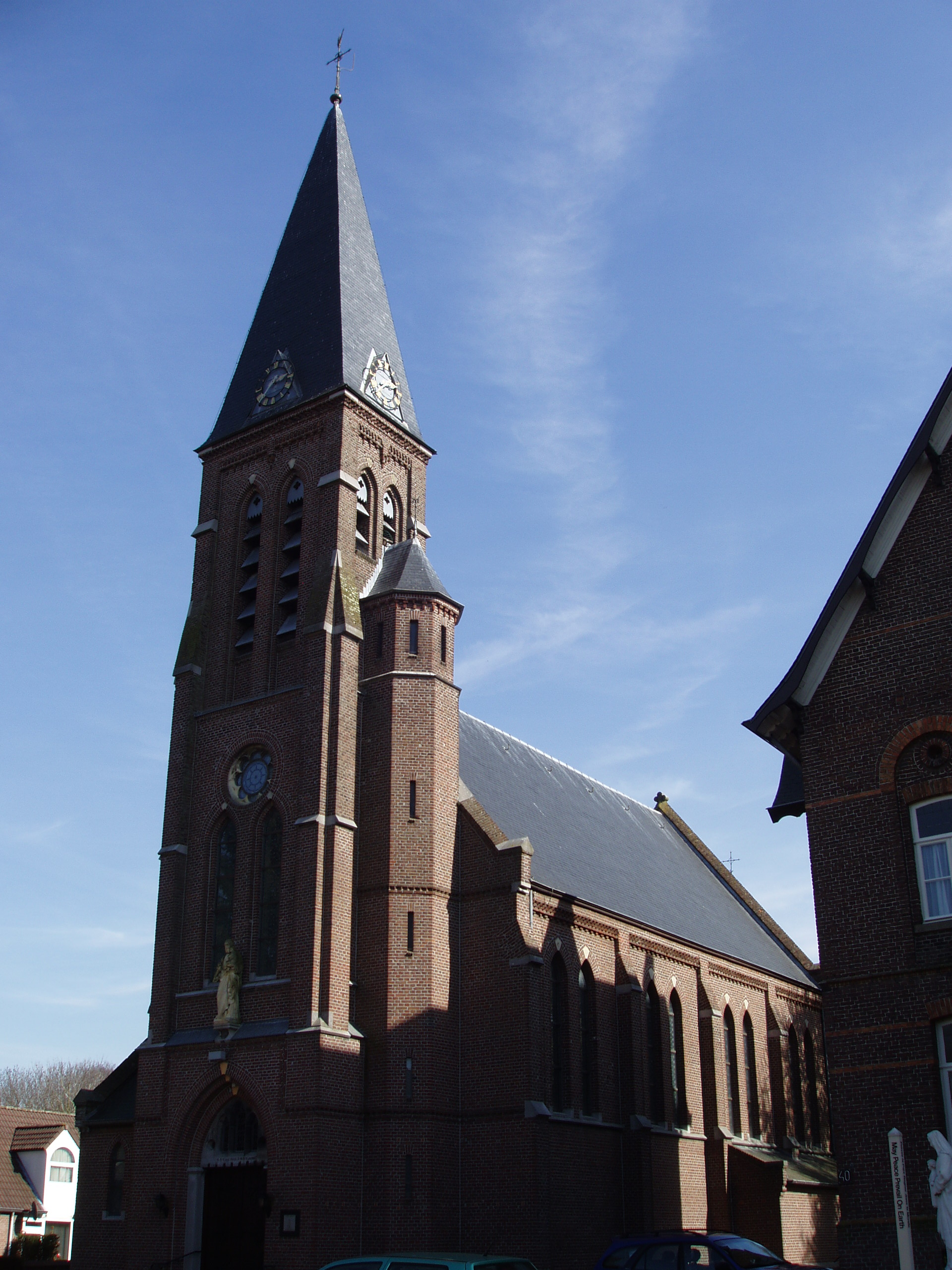
De Sint-Jozefkerk
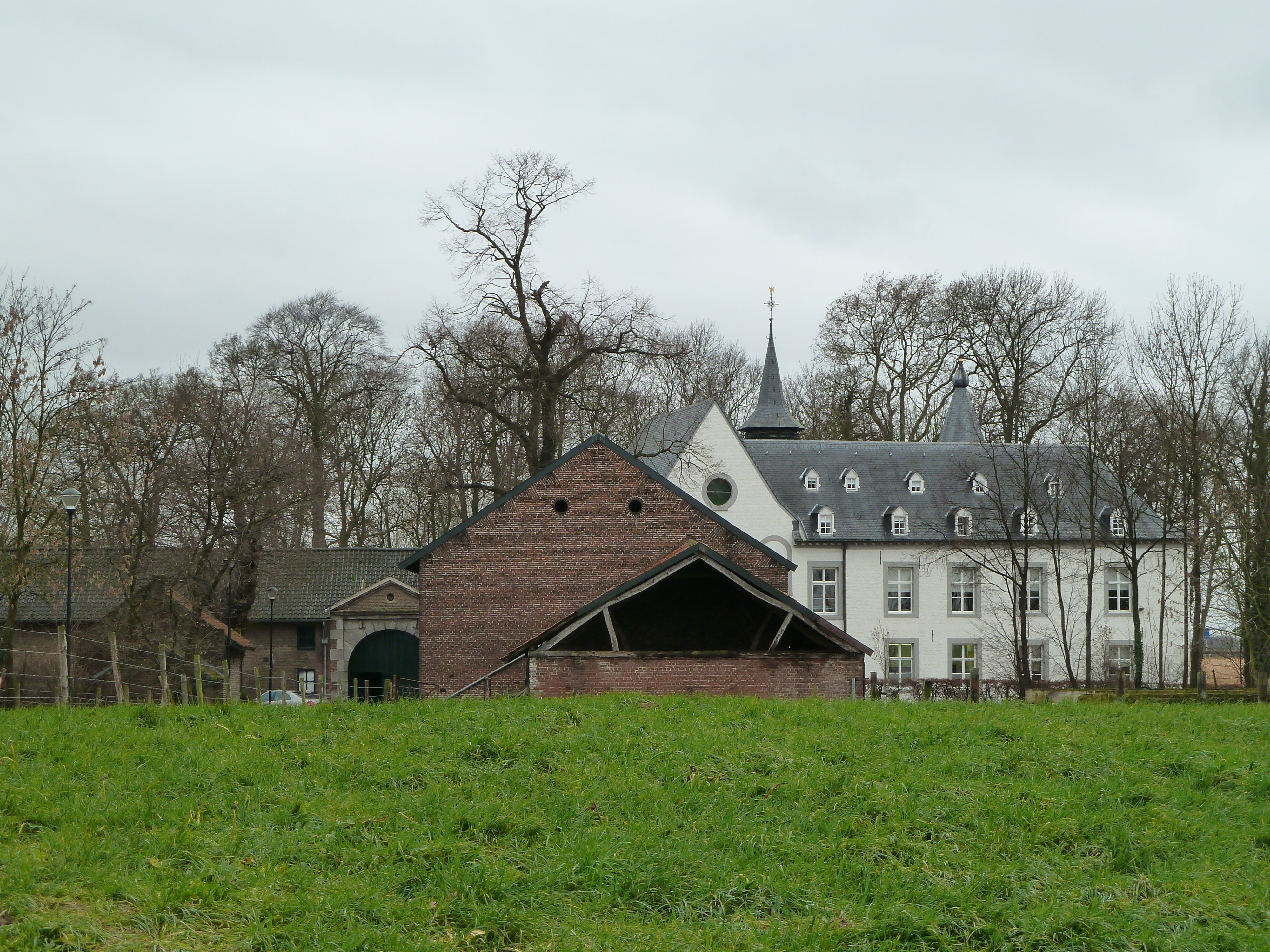
Kasteel Doenrade

## Natuur en landschap
Doenrade ligt op een hoogte van ongeveer 105 meter op het Plateau van Doenrade. De omgeving wordt gekenmerkt door landbouw.

## Nabijgelegen kernen
Oirsbeek, Merkelbeek, Windraak, Hillensberg, Bingelrade, Jabeek, Puth, Klein-Doenrade